# Laura Siegemund
Laura Natalie Siegemund (Filderstadt, 4 de marzo de 1988) es una jugadora de tenis alemana.Accedió a los cuartos de final de Wimbledon 2025.
Siegemund ha ganado 12 títulos de individuales y 20 títulos de dobles en el circuito de la ITF. El 29 de agosto de 2016, alcanzó su mejor ranking en individuales al ser 27 del mundo. El 29 de enero de 2024, alcanzó el puesto número 4 del mundo en el ranking de dobles.

## Torneos de Grand Slam

### Dobles

#### Títulos (1)
| Año  | Campeonato        | Pareja         | Oponentes en la final    | Resultado |
| 2020 | Abierto de EE.UU. | Vera Zvonareva | Nicole Melichar Xu Yifan | 6-4, 6-4  |

### Dobles mixto

#### Títulos (2)
| Año  | Campeonato        | Pareja                 | Oponentes en la final         | Resultado |
| 2016 | Abierto de EE.UU. | Mate Pavić             | Coco Vandeweghe Rajeev Ram    | 6-4, 6-4  |
| 2024 | Roland Garros     | Édouard Roger-Vasselin | Desirae Krawczyk Neal Skupski | 6-4, 7-5  |

## Títulos WTA (17; 2+15)

### Individual (2)
| Leyenda                                |
| -------------------------------------- |
| Grand Slam (0)                         |
| Juegos Olímpicos (0)                   |
| WTA Finals (0)                         |
| P. Mandatory & Premier 5, WTA 1000 (0) |
| Premier, WTA 500 (1)                   |
| International, WTA 250 (1)             |

| N.º | Fecha               | Torneo    | Superficie        | Oponente en la final | Resultado        |
| 1.  | 24 de julio de 2016 | Bastad    | Tierra batida     | Kateřina Siniaková   | 7-5, 6-1         |
| 2.  | 30 de abril de 2017 | Stuttgart | Tierra batida (i) | Kristina Mladenovic  | 6-1, 2-6, 7-6(5) |

#### Finalista (3)
| N.º | Fecha                    | Torneo    | Superficie        | Oponente en la final | Resultado |
| 1.  | 24 de abril de 2016      | Stuttgart | Tierra batida (i) | Angelique Kerber     | 4-6, 0-6  |
| 2.  | 30 de julio de 2023      | Varsovia  | Dura              | Iga Świątek          | 0-6, 1-6  |
| 3.  | 22 de septiembre de 2024 | Hua Hin 2 | Dura              | Rebecca Šramková     | 4-6, 4-6  |

### Dobles (15)
| Leyenda                                |
| -------------------------------------- |
| Grand Slam (1)                         |
| Juegos Olímpicos (0)                   |
| WTA Finals (1)                         |
| P. Mandatory & Premier 5, WTA 1000 (1) |
| Premier, WTA 500 (2)                   |
| International, WTA 250 (10)            |

| N.º | Fecha                    | Torneos           | Superficie    | Pareja              | Oponentes en la final                     | Resultado        |
| --- | ------------------------ | ----------------- | ------------- | ------------------- | ----------------------------------------- | ---------------- |
| 1.  | 13 de junio de 2015      | 's-Hertogenbosch  | Hierba        | Asia Muhammad       | Jelena Janković Anastasiya Pavliuchenkova | 6-3, 7-5         |
| 2.  | 31 de julio de 2015      | Florianópolis     | Tierra batida | Annika Beck         | María Irigoyen Paula Kania                | 6-3, 7-6(1)      |
| 3.  | 25 de octubre de 2015    | Luxemburgo        | Dura (i)      | Mona Barthel        | Anabel Medina Arantxa Parra               | 6-2, 7-6(2)      |
| 4.  | 19 de octubre de 2018    | Moscú             | Dura (i)      | Alexandra Panova    | Darija Jurak Ioana Raluca Olaru           | 6-2, 7-6(2)      |
| 5.  | 21 de septiembre de 2019 | Guangzhou         | Dura          | Shuai Peng          | Alexa Guarachi Giuliana Olmos             | 6-2, 6-1         |
| 6.  | 11 de septiembre de 2020 | Abierto de EE.UU. | Dura          | Vera Zvonareva      | Nicole Melichar Xu Yifan                  | 6-4, 6-4         |
| 7.  | 6 de marzo de 2022       | Lyon              | Dura (i)      | Vera Zvonareva      | Alicia Barnett Olivia Nicholls            | 7-5, 6-1         |
| 8.  | 3 de abril de 2022       | Miami             | Dura          | Vera Zvonareva      | Veronika Kudermétova Elise Mertens        | 7-6(3), 7-5      |
| 9.  | 16 de octubre de 2022    | Cluj-Napoca       | Dura (i)      | Kirsten Flipkens    | Kamilla Rakhimova Yana Sizikova           | 6-3, 7-5         |
| 10. | 14 de enero de 2023      | Hobart            | Dura          | Kirsten Flipkens    | Viktorija Golubic Panna Udvardy           | 6-4, 7-5         |
| 11. | 5 de agosto de 2023      | Washington        | Dura          | Vera Zvonareva      | Alexa Guarachi Monica Niculescu           | 6-4, 6-4         |
| 12. | 22 de octubre de 2023    | Nanchang          | Dura          | Vera Zvonareva      | Eri Hozumi Makoto Ninomiya                | 6-4, 6-2         |
| 13. | 6 de noviembre de 2023   | Cancún            | Dura          | Vera Zvonareva      | Nicole Melichar Ellen Perez               | 6-4, 6-4         |
| 14. | 20 de octubre de 2024    | Osaka             | Dura          | Ena Shibahara       | Cristina Bucșa Monica Niculescu           | 3-6, 6-2, [10-2] |
| 15. | 22 de junio de 2025      | Nottingham        | Hierba        | Beatriz Haddad Maia | Anna Danilina Ena Shibahara               | 7-5, 6-3         |

#### Finalista (8)
| N.º | Fecha                 | Torneo       | Superficie    | Pareja              | Oponentes en la final                  | Resultado           |
| --- | --------------------- | ------------ | ------------- | ------------------- | -------------------------------------- | ------------------- |
| 1.  | 1 de mayo de 2015     | Marrakech    | Tierra batida | Maryna Zanevska     | Tímea Babos Kristina Mladenovic        | 1-6, 6-7(5)         |
| 2.  | 19 de junio de 2016   | Mallorca     | Hierba        | Anna-Lena Friedsam  | Gabriela Dabrowski María José Martínez | 4-6, 2-6            |
| 3.  | 25 de agosto de 2018  | New Haven    | Dura          | Su-Wei Hsieh        | Andrea Hlaváčková Barbora Strýcová     | 4-6, 7-6(7), [4-10] |
| 4.  | 2 de octubre de 2022  | Tallin       | Dura (i)      | Nicole Melichar     | Lyudmyla Kichenok Nadiia Kichenok      | 5-7, 6-4, [7-10]    |
| 5.  | 18 de marzo de 2023   | Indian Wells | Dura          | Beatriz Haddad Maia | Barbora Krejčíková Kateřina Siniaková  | 1-6, 7-6(3), [7-10] |
| 6.  | 5 de mayo de 2024     | Madrid       | Tierra batida | Barbora Krejčíková  | Cristina Bucșa Sara Sorribes           | 0-6, 2-6            |
| 7.  | 27 de octubre de 2024 | Tokio        | Dura          | Ena Shibahara       | Shuko Aoyama Eri Hozumi                | 4-6, 6-7(3)         |
| 8.  | 10 de enero de 2025   | Adelaida     | Dura          | Beatriz Haddad Maia | Guo Hanyu Alexandra Panova             | 5-7, 4-6            |

## Títulos ITF

### Individual (11)
| Torneos de $100 000 |
| Torneos de $75 000  |
| Torneos de $50 000  |
| Torneos de $25 000  |
| Torneos de $15 000  |
| Torneos de $10 000  |

| Finals by surface    |
| -------------------- |
| Dura (0–4)           |
| Tierra batida (11–6) |
| Césped (0–0)         |

| N.º | Fecha                    | Torneo                     | Superficie | Oponentes           | Resultado        |
| --- | ------------------------ | -------------------------- | ---------- | ------------------- | ---------------- |
| 1.  | 6 de noviembre de 2006   | Mallorca, España           | Arcilla    | Gracia Radovanovic  | 6-4, 6-1         |
| 2.  | 17 de enero de 2011      | Lutz, Estados Unidos       | Arcilla    | Jessica Pegula      | 6-7(4), 6-1, 6-2 |
| 3.  | 16 de julio de 2012      | Darmstadt, Alemania        | Arcilla    | Anna Schmiedlová    | 7-6(7), 6-3      |
| 4.  | 23 de julio de 2012      | Horb am Neckar, Alemania   | Arcilla    | Gaia Sanesi         | 6-3, 6-0         |
| 5.  | 13 de agosto de 2012     | Ratingen, Alemania         | Arcilla    | Caitlin Whoriskey   | 6-2, 6-1         |
| 6.  | 1 de abril de 2013       | Jackson, Estados Unidos    | Arcilla    | Florencia Molinero  | 6-4, 6-0         |
| 7.  | 17 de junio de 2013      | Lenzerheide, Suiza         | Arcilla    | Beatriz Haddad Maia | 6-2, 6-3         |
| 8.  | 24 de junio de 2013      | Stuttgart , Alemania       | Arcilla    | Viktorija Golubic   | 6-3, 3-6, 7-6(4) |
| 9.  | 6 de enero de 2014       | Vero Beach, Estados Unidos | Arcilla    | Gabriela Dabrowski  | 6-3, 7-6(10)     |
| 10. | 7 de abril de 2014       | Pelham, Estados Unidos     | Arcilla    | Yulia Putintseva    | 6-1, 6-4         |
| 11. | 13 de septiembre de 2015 | Biarritz, Francia          | Arcilla    | Romina Oprandi      | 7–5, 6–3         |

## Actuación en TorneosGrand Slam

### Individual
| Torneos                   | 2015 | 2016 | 2017 | G–P |
| ------------------------- | ---- | ---- | ---- | --- |
| Grand Slam                |      |      |      |     |
| Abierto de Australia      | A    | 3R   | 1R   | 2–2 |
| Roland Garros             | A    | 1R   | A    | 0–1 |
| Wimbledon                 | 1R   | 1R   | A    | 0–2 |
| Abierto de Estados Unidos | 1R   | 3R   |      | 2–2 |
| G–P                       | 0–2  | 4–4  | 0–1  | 4–7 |

### Dobles
| Torneos                   | 2015 | 2016 | 2017 | G–P |
| ------------------------- | ---- | ---- | ---- | --- |
| Grand Slam                |      |      |      |     |
| Abierto de Australia      | A    | 1R   | 2R   | 1–2 |
| Roland Garros             | A    | 3R   | A    | 2–1 |
| Wimbledon                 | A    | 1R   | A    | 0–1 |
| Abierto de Estados Unidos | 2R   | 1R   |      | 1–2 |
| G–P                       | 1–1  | 2–4  | 1–1  | 4–6 |